# Pseudyrias glycon
Pseudyrias glycon là một loài bướm đêm trong họ Noctuidae.